# Џегер Стивенс
Џегер Стивенс (енгл. Jagger Stephens; Агана Хејтс, 12. мај 1998) гвамски је пливач чија специјалност су спринтерске трке слободним стилом. Вишеструки је национални првак и рекордер.  

## Спортска каријера
Стивенс је представљао америчку територију Гвам на светским првенствима у Казању 2015 (53. на 50 слободно и 67. место на 100 слободно), Будимпешта 2017 (83. на 50 слободно и 69. на100 слободно) и Квангџуу 2019 (83. на 50 слободно и 80. место на 100 слободно). 